# Eiffel 65
Eiffel 65 ist eine italienische Musiker-Gruppe aus Turin, die überwiegend in den Bereichen des Eurodance und der elektronischen Musik aktiv ist. Gegründet wurde sie im Jahr 1998 vom Sänger Jeffrey Jey, Keyboarder Maury Lobina und DJ Gabry Ponte. Mit ihrer Debüt-Single Blue (Da Ba Dee) landeten sie einen weltweiten Erfolg und konnten mit ihrer Nachfolgesingle Move Your Body an diesem festhalten. Nachdem Ponte im Jahr 2005 aus dem Projekt ausstieg, gaben Jey und Lobina im Folgejahr die Auflösung bekannt. 2010 starteten sie ein Comeback in Originalbesetzung. Ponte verließ die Gruppe 2016.

## Geschichte

### 1998: Gründung
Die drei Freunde Jeffrey Jey, Maurizio Lobina und Gabry Ponte lernten sich 1992 beim italienischen Plattenlabel Bliss Corporation kennen. Nachdem sie dort mehrere Jahre gemeinsam Musik machten, traten sie Ende der 1990er erstmals als Gruppe auf. Der Name Eiffel wurde durch die Zufallsroutine eines Computerprogramms ausgewählt. Die Zahl 65 wurde irrtümlich auf das Cover eines ihrer Demotapes geschrieben und war ursprünglich Teil einer Telefonnummer. Der Designer war daraufhin davon ausgegangen, dass die Bandmitglieder die Ziffern nachträglich ergänzt hätten.

### 1999 bis 2000:Blue (Da Ba Dee)undEuropop

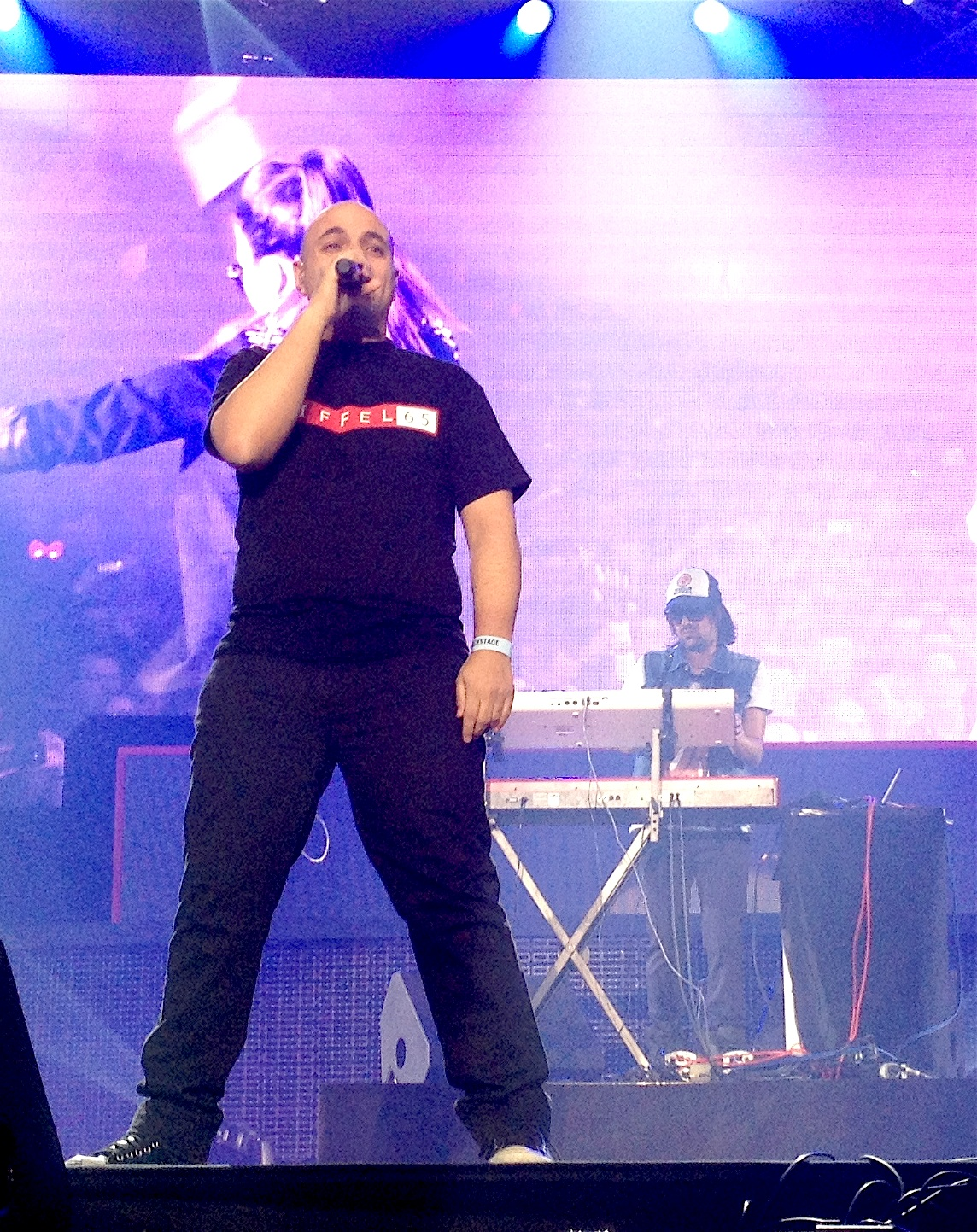
Eiffel 65 (2013; vorne: Jeffrey Jey, hinten: Maurizio Lobina)

Der internationale Durchbruch gelang Eiffel 65 mit dem Song Blue (Da Ba Dee) mit einem charakteristischen Gesangssound, der durch Auto-Tune bearbeitet war. Bereits im Jahr 1998 wurde das Lied in ihrem Heimatland veröffentlicht und rückte dort bis unter die obersten Plätze. Im Sommer 1999 wurde der Titel dann auch weltweit veröffentlicht und entwickelte sich in über 15 Ländern zu einem Nummer-eins-Hit. In Deutschland belegte Blue (Da Ba Dee) ab August 1999 für neun Wochen Platz 1, in Großbritannien für drei Wochen. Mit einiger Verzögerung nahm die führende New Yorker Radiostation Z100 den Song in ihr Programm auf und verhalf damit der Band auch in den USA zum Durchbruch. In den Billboard-Charts stieg die Single bis auf Platz 6. In den Folgejahren wurden sie für das Lied wiederholt mit für eine Grammy-Auszeichnung nominiert. Für zusätzliche Aufmerksamkeit sorgte das offizielle Musikvideo, das die Bandmitglieder zeigt, während sie von Aliens entführt werden. Dabei wurden die Charaktere Zorotl und Sayok6 ins Leben gerufen, die auch in späteren Musikvideos auftreten. Bis heute sammelte das Video auf YouTube rund 319 Millionen Aufrufe.
Bereits im Frühjahr 1999, noch vor dem internationalen Erfolg von Blue (Da Ba Dee) wurde in Italien das Lied Too Much of Heaven veröffentlicht. Dieses konnte bis auf Platz zwei der italienischen Single-Charts vorrücken und stieg im Jahr 2000 auch in vielen weiteren europäischen Ländern in die Hitparade ein. In Griechenland, Frankreich und Rumänien gelang ihnen der Einstieg in die Top-10. Im Gegensatz zum Vorgänger, wurde in Too Much of Heaven Einflüsse aus der Hip-Hop-Szene mit aufgenommen und mit Autotune bearbeitet. Das Lied wird als erstes Exempel dieser Art bezeichnet. Das Musikvideo zeigt das Trio während ihrer Konzert-Tournee.
Parallel mit der dritten Single Move Your Body veröffentlichten Eiffel 65 ihr erstes Studioalbum Europop. International stellte Move Your Body die Nachfolgesingle zu Blue (Da Ba Dee) dar, die sich zu einem weiteren europaweiten Erfolg, mit Top-Platzierungen in unter anderem Österreich, Dänemark und Frankreich entwickelte. Das offizielle Musikvideo stellt eine Fortsetzung des Musikvideos von Blue (Da Ba Dee) dar. Das Studioalbum konnte bis unter die oberen Plätze der US-amerikanischen Billboard-Charts vorrücken und erzielte auch Erfolg in verschiedenen europäischen Charts. Nach eigener Aussage wollten sie mit dem Album die Musikstile verschiedener Europäischer Länder verkörpern und in popiger Form wiedergeben. Als letzte Single-Auskopplungen veröffentlichten sie das Lied My Console, das jedoch nicht an den Erfolg der Vorgänger anschließen konnte.

### 2001 bis 2004:Contact!undEiffel 65
2001 landeten sie mit der Single Lucky (In My Life) aus ihrem zweiten Studioalbum Contact! einen weiteren europaweiten Erfolg. Das Lied wurde in verschiedenen West- bis Mitteleuropäischen Ländern in verschiedenen Versionen veröffentlicht. Die fünfte Single-Auskopplung Losing You, die von Elena Flochen gesungen wird, konnte sich in Kanada zu einem Top-10-Hit entwickeln. Das Studioalbum selber entstand während ihrer Bus-Tour durch Los Angeles und wurde im Juli 2001 veröffentlicht und konnte in Italien hohe Platzierungen verzeichnen.
Am 8. April 2003 veröffentlichte das Trio das italienischsprachige Album Eiffel 65. Aus diesem wurden bis 2004 insgesamt sechs Singles ausgekoppelt. Den Anfang machte das Lied Cosa resterà (In a Song), das bis auf Platz 12 der italienischen Singlecharts vorrücken konnte. Der Nachfolger Quelli che non hanno età schaffte es nach der Teilnahme am Sanremo-Festival 2003 bis unter die Top fünf. Die weiteren Auskopplungen erzielten ähnlichen Erfolg. Ein Jahr später wurde dieses Album in Italien zusammen mit einer neuproduzierten englischen Version sowie einigen Remixen als Doppel-CD veröffentlicht. Jedoch konnte es international nicht mehr an frühere Erfolge anschließen.

### 2005 bis 2009: Trennung und Neuauflagen
Anfang März 2005 trennte sich der DJ Gabry Ponte von der Gruppe, da er während der Produktion an einem weiteren Album mit dem Arbeitstitel Crash Test nicht anwesend war und sich auf seine Solo-Karriere konzentrieren wollte. Jeffrey Jey und Maurizio Lobina kündigten an, das Projekt Eiffel 65 mit dem neuen Album fortzusetzen. Dieses wollten sie jedoch unabhängig von der Plattenfirma „Bliss Corporation“ veröffentlichen, was durch die Tatsache, dass der Name Eiffel 65 der Firma gehörte, nicht möglich gewesen wäre. Im Juni 2006 gaben sie dann bekannt, das Album als erstes Release des Nachfolgeprojekts Bloom 06 veröffentlichen zu wollen.
Am 13. Oktober 2006 veröffentlichten Bloom 06 das noch als Eiffel 65 entstandene Studioalbum Crash Test 01. Das darauf enthaltene Lied In The City basiert auf dem Song Living In My City vom letzten, selbstbetitelten Eiffel-65-Album. Das zweite Studioalbum Crash Test 02 wurde im Mai 2008 veröffentlicht. Ihre im November 2008 veröffentlichte EP Club Test 01 enthielt neben Remixen des Studioalbums Crash Test 02 auch ein Remake des Eiffel-65-Hits Blue (Da Ba Dee).
2009 veröffentlichte Gabry Ponte in Zusammenarbeit mit dem italienischen Produzenten-Duo DJs from Mars die Remix-Single Blue 2009. Ein Jahr später folgte die Neuauflage von Move Your Body.

### 2010 bis 2015: Comeback und New Planet Tour
Nachdem „Bliss Corporation“ 2007 bereits eine Neugründung des Projekts mit neuer Besetzung angekündigt hatte, gaben sie am 16. Juni 2010 bekannt, dass ein Comeback von Eiffel 65 in alter Besetzung bevorstehen würde. Neben Jeffrey Jey und Maurizio Lobina sollte auch Gabry Ponte dem Projekt wieder angehören. In einem Interview 2011 und einer Twitter-Nachricht 2012 wurde ein neues Studioalbum angekündigt.
2012 starteten sie als Trio die New Planet Tour, die aus Konzerten in ganz Europa bestand und starken Fokus auf visuelle Effekte setzte. Im Sommer 2012 folgte eine Minitour durch Australien.
Am 11. September 2015 sagte Maurizio Lobina während eines Konzerts in der Heimatstadt Turin: „Vor elf Jahren haben wir, diskografisch gesehen, aufgehört. […] Wir verkünden euch nun offiziell, dass wir an einem neuen Album arbeiten.“

### 2016 bis 2021:Panico
Am 2. April 2016 wurde eine Demo-Version der Single Panico von Eiffel 65s Plattenfirma bei YouTube hochgeladen und der Song am selben Tag erstmals im Live Club in Trezzo sull’Adda von der Band vor Publikum aufgeführt. Parallel gab Gabry Ponte, nachdem er bereits in den Vorjahren bei diversen Auftritten nicht anwesend war, auf Twitter seinen endgültigen Ausstieg aus dem Projekt bekannt. Die finale Version von Panico, zusammen mit der englischsprachigen Fassung Critical wurde am 1. Juni 2016 veröffentlicht.
2019 starteten sie eine weitere Tour durch Australien.

### Seit 2022: Neue Veröffentlichungen und Teilnahme an Wettbewerben
Am 4. Dezember 2022 wurde bekannt, dass Eiffel 65 sich nach ihrer Teilnahme am Sanremo-Festival 2003 nun erneut um eine Teilnahme am Sanremo-Festival bewarben, ihr dafür eingereichtes Lied es aber nicht in die Endrunde geschafft hatte.
Am 9. Dezember 2022 erschien zusammen mit der italienischen Gruppe Boomdabash die Single Heaven. Diese basiert auf der Melodie und Original-Vocalsamples aus Eiffel 65s Single Too much of Heaven (2000).
Am 20. Februar 2023 gab der Sender San Marino RTV bekannt, dass Eiffel 65 an Una voce per San Marino 2023, dem san-marinesischen Vorentscheid zum Eurovision Song Contest 2023, teilnehmen. Im Finale am 25. Februar 2023 erreichten sie mit dem Lied Movie Star den 5. von 21 Plätzen.
Am 24. Mai 2024 erschien die Single Bestiale, die zusammen mit der italienischen Sängerin Loredana Bertè aufgenommen wurde.
Am 18. April 2025 erschien die Single Fare a meno di te, die zusammen mit dem italienischen Rapper Guè aufgenommen wurde. 

## Mitglieder
Aktuelle Mitglieder:
- Jeffrey Jey (* 5. Januar 1970 in Lentini als Gianfranco Randone) wuchs in Brooklyn, New York auf und stammt aus einer Musikerfamilie. Nachdem er zurück nach Italien zog, richtete er sich ein kleines Tonstudio ein. Zu seinen Einflüssen zählt er Bands wie Depeche Mode, U2, Duran Duran und Rick Astley. Er absolvierte eine kaufmännische Ausbildung und übernahm bei Eiffel 65 die Rolle des Sängers und Songwriters.[14]
- Maurizio Lobina (* 30. Oktober 1973 in Asti) fing im Alter von fünf Jahren an klassischen Klavierunterricht zu nehmen und spielte später in mehreren Jazz- und Rockbands als Keyboarder. Er absolvierte eine Ausbildung zum Elektrotechniker und galt später als kreativer Kopf der Band.[14]

Früheres Mitglied:
- Gabry Ponte (* 20. April 1973 in Moncalieri bei Turin als Gabriele Ponte) tourte im Alter von 17 Jahren durch diverse Diskotheken in Turin und Umgebung. Er übernahm bei den Studioarbeiten das Arrangieren und Mixen.[14]

## Diskografie
Studioalben

| Jahr | Titel     | Höchstplatzierung, Gesamtwochen, AuszeichnungChartplatzierungen (Jahr, Titel, Platzierungen, Wochen, Auszeichnungen, Anmerkungen) | Höchstplatzierung, Gesamtwochen, AuszeichnungChartplatzierungen (Jahr, Titel, Platzierungen, Wochen, Auszeichnungen, Anmerkungen) | Höchstplatzierung, Gesamtwochen, AuszeichnungChartplatzierungen (Jahr, Titel, Platzierungen, Wochen, Auszeichnungen, Anmerkungen) | Höchstplatzierung, Gesamtwochen, AuszeichnungChartplatzierungen (Jahr, Titel, Platzierungen, Wochen, Auszeichnungen, Anmerkungen) | Höchstplatzierung, Gesamtwochen, AuszeichnungChartplatzierungen (Jahr, Titel, Platzierungen, Wochen, Auszeichnungen, Anmerkungen) | Höchstplatzierung, Gesamtwochen, AuszeichnungChartplatzierungen (Jahr, Titel, Platzierungen, Wochen, Auszeichnungen, Anmerkungen) | Anmerkungen                                                   |
| Jahr | Titel     | DE | AT | CH | UK | US | IT | Anmerkungen                                                   |
| ---- | --------- | --- | --- | --- | --- | --- | --- | ------------------------------------------------------------- |
| 1999 | Europop   | DE37 (23 Wo.)DE | AT16 (11 Wo.)AT | CH19 Gold · (27 Wo.)CH | UK12 (5 Wo.)UK | US4 ×2Doppelplatin · (42 Wo.)US                                                                                                   | IT13 (24 Wo.)IT | Erstveröffentlichung: 22. November 1999 Verkäufe: + 2.456.712 |
| 2001 | Contact   | — | — | — | — | — | IT17 (8 Wo.)IT | Erstveröffentlichung: 24. Juli 2001                           |
| 2003 | Eiffel 65 | — | — | — | — | — | IT13 (16 Wo.)IT | Erstveröffentlichung: 8. April 2003                           |

## Auszeichnungen
- 2000: RSH-Gold[16]

## Belege
1. 1 2  Biografie: Eiffel 65. In: SWR3 Poplexikon. SWR3.online, 31. Januar 2012, archiviert vom Original (nicht mehr online verfügbar) am 14. Februar 2015; abgerufen am 21. April 2015.
2. ↑  Eiffel 65 - Blue (Da Ba Dee) auf YouTube
3. ↑  Simon Reynolds: How Auto-Tune Revolutionized the Sound of Popular Music auf „Pitchfork“
4. ↑  Dance And Love - Gabry Ponte pres. “DANCEANDLOVE” Selection Vol. 2 - Titelliste (Memento vom 14. Mai 2010 im Internet Archive)
5. ↑  Eiffel65.com (Memento vom 6. Juli 2010 im Internet Archive) - “Eiffel 65 … I see joyful faces when I talk to them and when I talk about them”, Massimo Gabutti, 16. Juni 2010.
6. ↑  Interview mit Jeffrey Jey am 20. April 2011
7. ↑  Nachricht von Jeffrey Jey auf Twitter.com vom 1. Januar 2012
8. ↑  Video auf dem Facebook-Profil von Maurizio Lobina, abgerufen am 12. September 2015
9. ↑  Eiffel65 - “Panico” ( Rough Mix Demo Version) bei YouTube
10. ↑  Panico: the new single. Preview live @ Live Club Trezzo (Memento vom 3. April 2016 im Internet Archive) auf eiffel65.com, abgerufen am 3. April 2016
11. ↑  Statement von Gabry Ponte vom 7. April 2016 bei Twitter
12. ↑  Sanremo 2023 la carica degli esclusi dal Festival passa anche da nomi molto importanti. In: All Music Italia. 4. Dezember 2022, abgerufen am 20. Februar 2023 (italienisch).
13. ↑  Benjamin Hertlein: Una Voce per San Marino 2023: Halbfinale unter anderem mit Daniel Schuhmacher, Ronela und Eiffel 65. In: ESC kompakt. 20. Februar 2023, abgerufen am 20. Februar 2023.
14. 1 2 3  Biografie auf „Laut.de“
15. ↑  Chartquellen: DE AT CH UK US IT Guido Racca & Chartitalia: Top 100 FIMI Album. Lulu, 2013, S. 104.
16. ↑  RSH-Gold Verleihung 2000